# RZ Piscium
RZ Piscium, är en dubbelstjärna i den mellersta delen av stjärnbilden Fiskarna. Den har en skenbar magnitud som varierar ca 11,29 - 13,82 och kräver ett teleskop för att kunna observeras. Baserat på parallax enligt Gaia Data Release 2 på ca 5,1 mas, beräknas den befinna sig på ett avstånd på ca 640 ljusår (ca 196 parsek) från solen.

## Egenskaper
Primärstjärnan RZ Piscium A är en orange till gul underjättestjärna av spektralklass K0 IV, och en eruptiv variabel stjärna av UX Orionis-typ (UXOR). Den har en effektiv temperatur av ca 5 600 – 5 870 K.

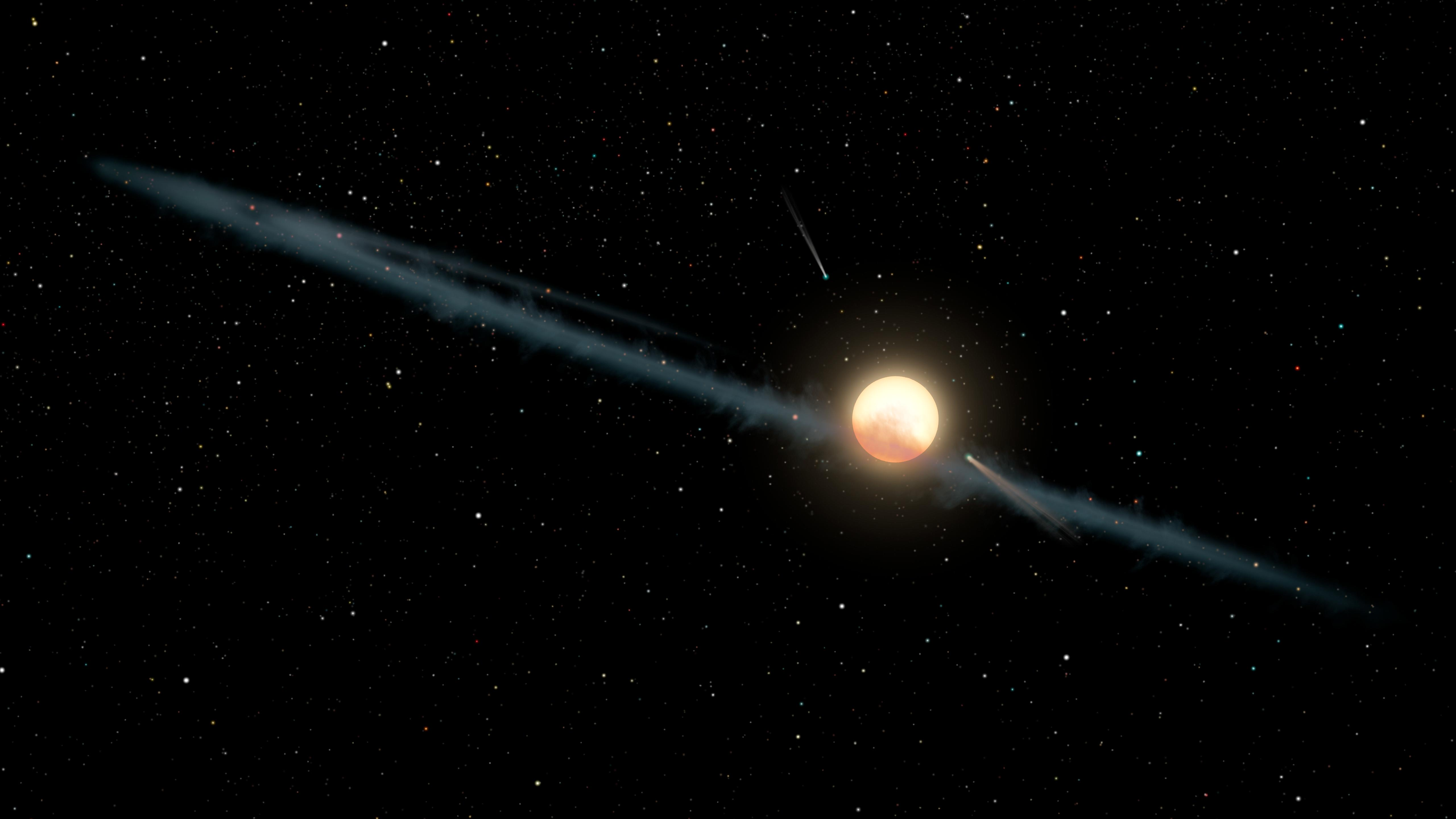
Stoft och partiklar som kretsar kring en stjärna (konstnärens tolkning)

Under årens lopp har RZ Piscium visat sig oregelbundet variera i luminositet med så mycket som en tiondel av sin genomsnittliga ljusstyrka. Stjärnan har visat sig avge stora mängder infraröd strålning, vilket tyder på närvaro av en betydande mängd gas och stoft som kretsar kring stjärnan, möjligen från en "förgjord planet". Det faktum att RZ Piscium är värd för så mycket gas och stoft efter tiotals miljoner år betyder att den förmodligen förgör, snarare än bygger upp, planeter.

## Observationer

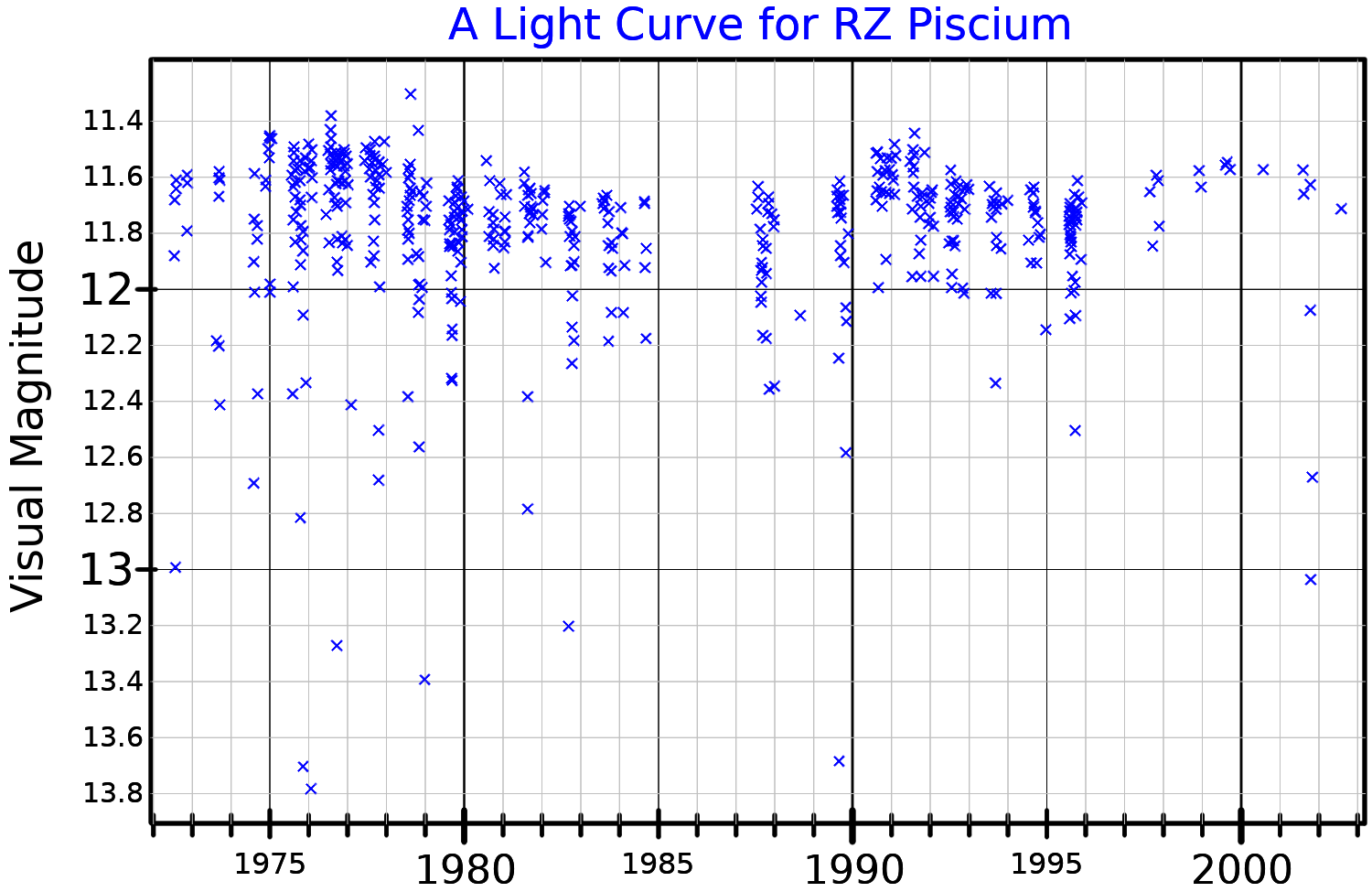
En visuell bandljuskurva för RZ Piscium, anpassad från Shakhovskoǐ m.fl. (2003)

År 2017 studerades RZ Piscium med hjälp av XMM-Newton-satelliten, Shane 3-metersteleskopet vid Lick Observatory i Kalifornien och 10-meters Keck I-teleskopet vid W. M. Keck Observatory på Hawaii. Stjärnans temperatur visade sig vara ungefär densamma som solens (5 600 K. Vidare visade sig stjärnan producera cirka tusen gånger mer röntgenstrålning än solen, vilket tyder på att stjärnan är relativt ung. Å andra sidan visade sig RZ Piscium innehålla en relativt liten mängd ytlitium, vilket tyder på att stjärnan är mellan 30 - 50 miljoner år gammal, vilket är något "gammalt" för en stjärna med så mycket omgivande stoft. De flesta unga stjärnor med lika mycket stoft som RZ Piscium kan producera planeter, men med tanke på dess relativt höga ålder kan RZ Piscium istället förgöra och konsumera dess planeter.
År 2020 upptäcktes som följeslagare en röd dvärg med massan 0,12 solmassa och en projicerade separation av 23 AE från primärstjärnan. Följeslagarens utstrålning utgör således ungefär en tredjedel av överskottet av infraröd strålning som tidigare tillskrivits stoftet.